# ريس ستونتن
ريس ستونتن (بالإنجليزية: Reece Staunton)‏ هو لاعب كرة قدم بريطاني في مركز ظهير ‏، ولد في 10 ديسمبر 2001 في برادفورد في المملكة المتحدة. لعب مع برادفورد سيتي.

## وصلات خارجية
- ريس ستونتن على موقع قاعدة بيانات كرة القدم.إي يو (الإنجليزية)
- ريس ستونتن على موقع Soccerway.com (الإنجليزية)